# Ludów Śląski
Ludów Śląski – wieś w Polsce położona w województwie dolnośląskim, w powiecie strzelińskim, w gminie Borów.

## Historia
Miejscowość wzmiankowana po raz pierwszy w 1297 roku, jako Lauden.
W XIV w. właścicielami miejscowość byli Konrad de Rissin (1333-43 r.) i jego brat Hanck (1339-55).
Przed 1520 r. wieś została zakupiona przez Nicolausa Modszego Uthmanna,patrycjusza wroclawskiego. W rękach rodziny pozostawała ona do 1583 r.
Kolejnymi właścicielami wsi byli m.in. - przedstawiciele rodu von Canitz (do 1644 r),Christoph Leopold von Schubert (1666 r.), przedstawiciele rodu von Seidlitz (przed 1873-1909).
W XVI w. w północnej części miejscowości zostal wzniesiony renesansowy dwór przez Nikolausa Młodszego. Był on wielokrotnie rozbudowywany i przekształcany - w XVII w.w stylu późnorenesansowym, w drugiej połowie XVII i w XVIII w. w stylu barokowym,w XIX w. i drugiej połowie XX w.
Zabudowa folwarczna znajduje się na zachód od dworu (pałacu), a jej powstanie datuje się generalnie na XIX w.
Najstarsza wzmianka potwierdzająca istnienie parafii na terenie miejscowości pochodzi z końca XIII w. Być możne w tym czasie istniała już pierwotna świątynia lub powstała ona na przełomie XIII i XIV w. Obecny kształt kościół parafialny p.w. św. Jana Chrzciciela zawdzięcza gruntownej rozbudowie z lat 1730-50. W tym czasie zbudowano nowy,jednonawowy korpus oraz prezbiterium. Ze starej świątyni pozostała gotycka wieża wybudowana w XV w.

## Podział administracyjny
W latach 1975–1998 miejscowość administracyjnie należała do województwa wrocławskiego.

## Zabytki
Do wojewódzkiego rejestru zabytków wpisany jest:
- kościół filialny pw. św. Jana Chrzciciela, z około 1500 r., przebudowany w XVIII w.